# Missa de Aparecida
Missa de Aparecida é um programa de televisão brasileiro do gênero religioso, exibido ao vivo direto do Santuário Nacional de Nossa Senhora da Conceição Aparecida. É exibido desde de 25 de outubro de 1987 pela TV Cultura, sendo mostrada apenas a missa matinal de domingo. O programa também foi exibido por um tempo pela Rede Vida. Atualmente é exibido na Rede Aparecida, mostrando as missas realizadas durante a semana às 9 da manhã e dominicalmente às 8h. A TV Cultura ainda exibe a missa dominical, utilizando o feed da Rede Aparecida.